# Proyección sinusoidal

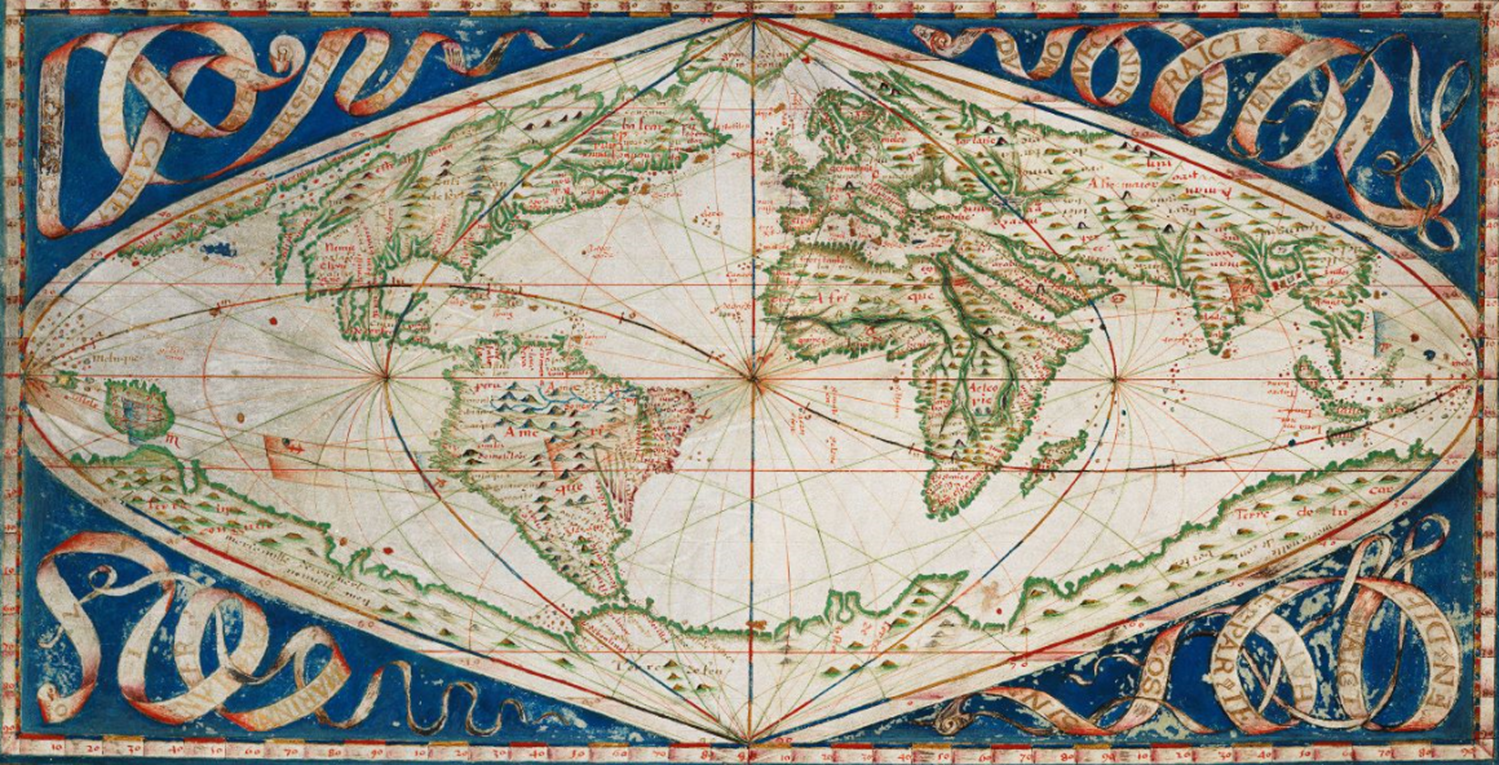
Carte cosmographique ou Universelle description du monde, Jean Cossin, Dieppe, 1570

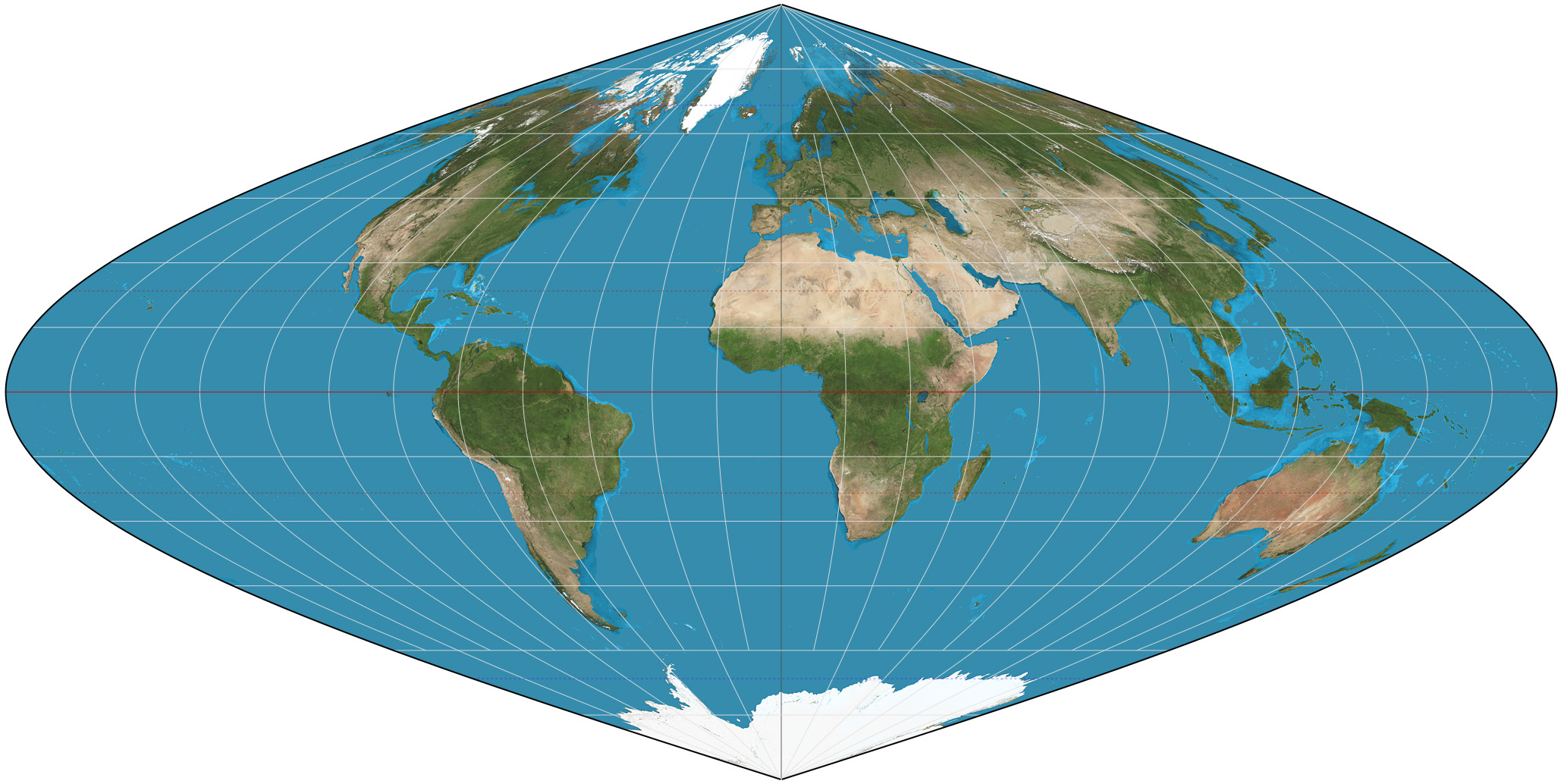
Proyección sinusoidal de la Tierra.

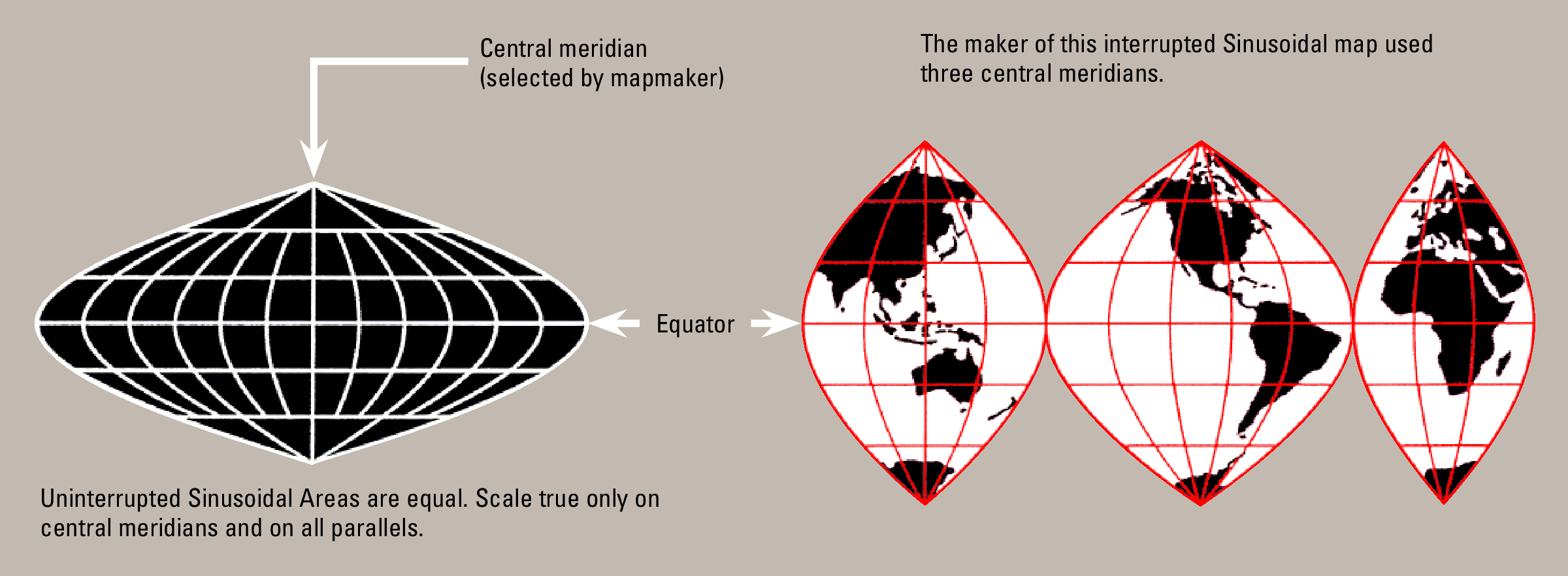
Una proyección sinusoidal muestra los tamaños relativos con exactitud, pero distorsiona las formas y direcciones. La distorsión puede ser reducida "interrumpiendo" el mapa.

Proyección sinusoidal con la Indicatriz de Tissot.

La proyección sinusoidal es una proyección cartográfica asimilar de áreas equivalentes, también llamada proyección de Sanson-Flamsteed o Mercator de áreas iguales. Jean Cossin, de la escuela de cartografía de Dieppe] fue uno de los primeros cartógrafos en usar esta proyección, apareciendo ya en un mapa del mundo de 1570. Matemáticamente, viene definida por la ecuación:

{\displaystyle x=\left(\lambda -\lambda _{0}\right)\cos \phi }

{\displaystyle y=\phi \,}

donde:
- {\displaystyle \phi \,} es la latitud,
- {\displaystyle \lambda \,} la longitud y
- {\displaystyle \lambda _{0}\,} es el meridiano central.[1]

La escala norte-sur es la misma en el meridiano central, y la escala este-oeste es la misma por todo el mapa; correspondiendo con la realidad, la longitud de cada paralela es proporcional al coseno de la latitud; por lo tanto la forma del mapa de toda la tierra es el área entre dos curvas cosenoidales de rotación simétrica. La verdadera distancia entre dos puntos que están en el mismo meridiano se corresponde en el mapa con la distancia entre dos paralelas, las cuales son más pequeñas que la distancia entre dos puntos del mapa. No hay distorsión en el meridiano central o en el ecuador.
Proyecciones similares que envuelven las partes Este y Oeste de la proyección sinusoidal alrededor del polo norte son las proyecciones de Werner, Bonne y Bottomley.